# قشيش (بعدان)

تعديل مصدري - تعديل

قشيش محلة تابعة لقرية شاهرة، التابعة لعزلة دلال بمديرية بعدان إحدى مديريات محافظة إب في الجمهورية اليمنية، بلغ تعداد سكانها 58 حسب تعداد اليمن لعام 2004.